# 湘湖駅
湘湖駅（しょうこえき）は、中華人民共和国浙江省杭州市蕭山区風情大道と湘西路交差点に位置する杭州地下鉄1号線の駅。

## 歴史
- 2012年4月23日：開業[1]。

## 駅構造
島式ホーム1面2線を有する地下駅。

### のりば

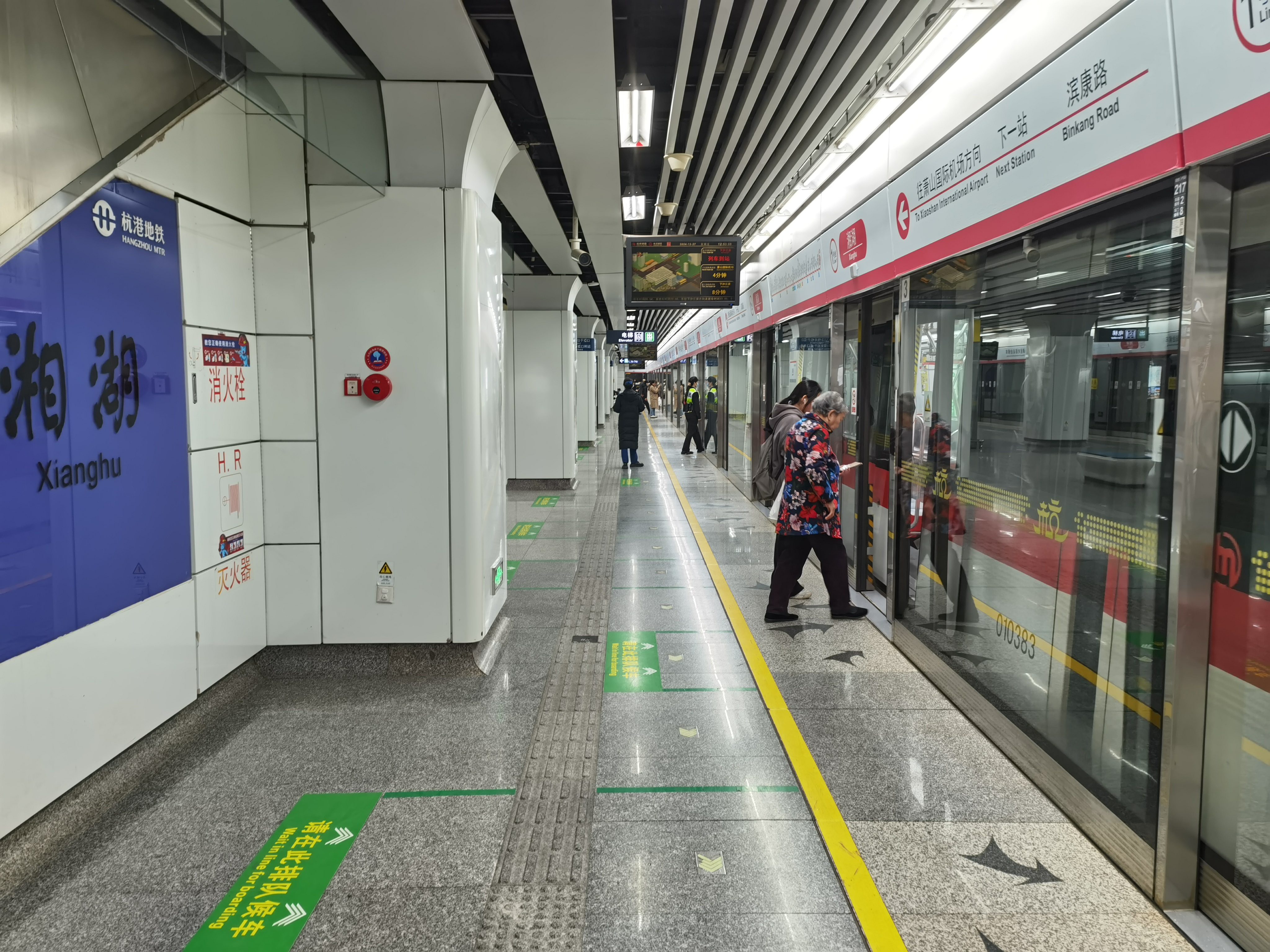
ホーム

| 路線    | 方向 | 行先                                                  |
| ------- | ---- | ----------------------------------------------------- |
| ■ 1号線 | -    | 降車ホーム                                            |
| ■ 1号線 | 上り | 城站・武林広場・火車東站・客運中心・ 蕭山国際機場方面 |

## 駅周辺
- 湘湖·風情苑
- 都会芸境
- 杭州地下鉄湘湖車両基地（中国語版）
- 世界休閒博覧園
- 復興寺
- 湘湖風景区（中国語版）

## 隣の駅
杭州地下鉄
■ 1号線
湘湖駅 - 浜康路駅